# 10 (альбом The Stranglers)
10 — десятый студийный альбом британской рок-группы The Stranglers, записанный в Голландии с продюсером Роем Томасом Бейкером и выпущенный в 1990 году компанией Epic Records (каталожный номер: 466483 2). Альбом стал последним с участием Хью Корнуэлла, фронтмена группы.
Стилистически альбом логически завершил эксперименты с ретро-звуком, начатыми в двух предыдущих пластинках: в звучании 10 соединились синт-поп и джазовые влияния, подчёркнутые использованием духовых инструментов и аранжировками, характерными для эпохи биг-бэндов.
Несмотря на очевидно американизированное звучание и умеренный успех в США сингла «Sweet Smell of Success» (#5 в Modern Rock Chart), группу не пригласили в американское турне. Именно после этого известия Хью Корнуэлл решил уйти из The Stranglers. Концертные версии песен альбома группа исполняла уже с новым гитаристом Джоном Эллисом.
10 поднялся до #15 в UK Albums Chart и провёл в списках 4 недели Центральный трек пластинки, кавер-версия «96 Tears», хита группы ? & the Mysterians, был выпущен синглом и поднялся до 17-й позиции в UK Singles Chart.

## Список композиций
| №  | Название                 | Длительность |
| -- | ------------------------ | ------------ |
| 1. | «Sweet Smell of Success» | 3:21         |
| 2. | «Someone Like You»       | 2:54         |
| 3. | «96 Tears»               | 3:12         |
| 4. | «In This Place»          | 3:38         |
| 5. | «Let’s Celebrate»        | 4:14         |

| №                   | Название             | Длительность |
| ------------------- | -------------------- | ------------ |
| 1.                  | «Man of the Earth»   | 3:21         |
| 2.                  | «Too Many Teardrops» | 3:47         |
| 3.                  | «Where I Live»       | 3:32         |
| 4.                  | «Out of My Mind»     | 4:08         |
| 5.                  | «Never to Look Back» | 4:18         |
| Общая длительность: | Общая длительность:  | 36:25        |

| №   | Название                             | Длительность |
| --- | ------------------------------------ | ------------ |
| 11. | «Instead of This»                    | 3:59         |
| 12. | «Poisonality»                        | 3:40         |
| 13. | «Motorbike»                          | 3:39         |
| 14. | «Something»                          | 4:10         |
| 15. | «You»                                | 3:06         |
| 16. | «!Viva Vlad!»                        | 3:08         |
| 17. | «All Day and All of the Night»       | 2:24         |
| 18. | «Always the Sun» (Sunny-Side Up Mix) | 4:03         |